# Hüsmecke (Glör)
Die Hüsmecke ist ein gut einen halben Kilometer langer Bach im Märkischen Oberland, der auf dem Gebiet der Kleinstadt Breckerfeld und der Gemeinde Schalksmühle verläuft. Sie ist ein  nördlicher und orografisch linker Zufluss der Glör in den beiden nordrhein-westfälischen Kreisen Ennepe-Ruhr und Märkischer.

## Geographie

### Verlauf
Die Hüsmecke entspringt östlich des gleichnamigen Breckerfelder Hofs auf einer Höhe von etwa 325 m ü. NHN knapp 100 m von der Kreisgrenze zum Märkischen Kreis entfernt.
Er fließt zunächst in südsüdöstlicher Richtung, quert dann die Kreisgrenze, läuft danach südwärts rund 300 m westlich des Schalksmühler Wohnplatzes Huxhardt kurz auf dem Gebiet des  Märkischen Kreises. Er ist nun für weitere 300 m Kreisgrenze und läuft dabei am westlichen Rand eine Waldes entlang.
Die Hüsmecke erreicht nun den Schalksmühler Ortsteil Glör, unterquert noch die K 10 (Glörstraße) und mündet schließlich auf einer Höhe von circa 238 m ü. NHN unterirdisch verrohrt von links in die aus dem Westen heranziehende Glör. 
Der etwa 0,6 km langer Lauf der Hüsmecke endet ungefähr 87 Höhenmeter unterhalb ihrer Quelle, sie hat somit ein mittleres Sohlgefälle von etwa 15 %.

### Einzugsgebiet
Das Einzugsgebiet der Hüsmecke liegt im Märkischen Oberland und wird durch sie über die Glör, die Volme, die Ruhr und den Rhein zur Nordsee entwässert.